# Gekielde muskusschildpad
De gekielde muskusschildpad (Sternotherus carinatus) is een schildpad uit de familie modder- en muskusschildpadden (Kinosternidae).
De soort werd voor het eerst wetenschappelijk beschreven door John Edward Gray in 1855. Oorspronkelijk werd de wetenschappelijke naam Aromochelys carinata gebruikt. De soortaanduiding carinatus betekent vrij vertaald 'gekield'.

## Uiterlijke kenmerken
De kleur van het rugschild is lichtbruin tot donkergrijs, op de hoornplaten is een straalsgewijze lijnentekening aanwezig. De maximale schildlengte is 16 centimeter. Het schild is ovaal van de bovenzijde bezien, maar bijna driehoekig van de voorzijde. Dit wordt veroorzaakt door de relatief zeer hoge kiel op het midden van het schild. De soort is hieraan onmiskenbaar te onderscheiden van de andere Sternotherus-soorten en hieraan is de Nederlandse naam te danken. In de Engelse taal wordt de soort scheermes-rugschildpad genoemd. De bek is enigszins gekromd, de snuit steekt duidelijk varkens-achtig uit. Onder de kin zijn twee uitsteeksels aanwezig die een tastzintuiglijke functie hebben, net als de baarddraden van vissen.

## Verspreiding en habitat
De gekielde muskusschildpad komt voor in Noord-Amerika in de Verenigde Staten; in de staten Oklahoma, Arkansas, Mississippi, Texas en Louisiana. Het is een overwegend waterbewonende soort die soms een zonnebad neemt en leeft in moerassen en rivieren in zwak stromend water.

## Voortplanting en levenswijze
Mannetjes zijn na ongeveer 5 tot 6 jaar volwassen bij een schildlengte van ongeveer 10 - 12 centimeter, vrouwtjes al na 4 tot 5 jaar bij een schildlengte van 10 cm. De paring vindt plaats in de lente, en lijkt op die van de sterk verwante muskusschildpad (Sternotherus odoratus). Er worden twee tot 4 eitjes afgezet in ten minste twee legsels per seizoen, die wit van kleur zijn en langwerpig van vorm. De juvenielen hebben als ze uit het ei kruipen een schildlengte van ongeveer 2 tot drie centimeter.
De gekielde muskusschildpad leeft voornamelijk van dierlijk materiaal, zoals slakken, insecten, tweekleppigen en amfibieën, maar ook plantaardig materiaal wordt wel gegeten.